# Wenus Kapitolińska
Wenus Kapitolińska – znajdujący się w Muzeach Kapitolińskich w Rzymie marmurowy posąg bogini Afrodyty, będący rzymską kopią brązowej rzeźby Praksytelesa Afrodyta z Knidos.
Rzeźba ma 193 cm wysokości. Przedstawia nagą boginię wychodzącą z kąpieli. Rękoma zasłania swoje piersi i łono, prawa noga jest lekko wysunięta do przodu i ugięta. Afrodyta zwraca głowę w lewo, na jej twarzy widoczne jest zamyślenie. Bogini ma strojną fryzurę, część włosów związana jest na czubku głowy, część opada swobodnie na ramiona.
Posąg został odkopany w pobliżu kościoła San Vitale w Rzymie w okresie pontyfikatu Klemensa X (1670–1676). Renowację rzeźby przeprowadził Pietro Santi Bartoli, następnie trafiła ona do zbiorów rodziny Stazi. W 1752 roku została zakupiona przez papieża Benedykta XIV, który podarował ją Muzeum Kapitolińskiemu. W 1797 roku została zagrabiona przez Francuzów i wywieziona do Paryża; wróciła do Rzymu po upadku Napoleona w 1815 roku.